# A spasso nel tempo
A spasso nel tempo è un film comico italiano del 1996, diretto da Carlo Vanzina.
È interpretato da Christian De Sica e Massimo Boldi, nelle rispettive parti principali di un giovane erede dell'aristocrazia romana e di un titolare di un cinema nel milanese, che vengono messi, per merito del fantascientifico espediente del viaggio nel tempo, grazie ad una macchina del tempo del parco di divertimento di Los Angeles che diventa vera, in grossolane situazioni comiche.
Il film ha avuto anche un sequel uscito nell'anno successivo, A spasso nel tempo - L'avventura continua.

## Trama

### La macchina del tempo
Lunedì 23 settembre 1996.
Ascanio Orsini Varaldo e Walter Boso sono, rispettivamente, un principe romano ed un milanese proprietario di un cinema multisala a Vimercate. Un giorno, loro e le rispettive famiglie si incontrano agli Universal Studios Hollywood e i due, dopo alcuni battibecchi per il parcheggio e per la macchina fotografica di Walter (rotta dal figlio di Ascanio, Aspreno), si ritrovano insieme a bordo dell'attrazione della macchina del tempo del parco.

### La Preistoria
L'attrazione si rivela essere una vera e propria macchina del tempo, che spedisce Ascanio e Walter nella preistoria, 7.000.003. a.C., in una terra ancora incontaminata, incontrano degli ominidi preistorici che li attaccano con clave e morsi; cercando riparo su di un albero, ad Ascanio cade lo zippo facendo così scoprire agli uomini il fuoco. Scesi dall'albero i due scoprono di avere con loro il cellulare, con il quale comunicano con il professor Mortimer, colui che maneggia la macchina, che li rassicura. Girando in attesa della partenza trovano delle donne preistoriche, con le quali tentano un approccio ma vengono attaccati anche da loro; nella fuga incontrano una lucertola gigante che acchiappa con la lingua Walter nelle parti basse, mentre fa pipì, ma in quel momento riparte il viaggio nel tempo.

### Il rinascimento a Firenze
La macchina parte ma, per un problema tecnico, i due si ritrovano a Firenze nel 1477, al cospetto di Lorenzo il Magnifico. La comicità del capitolo si basa sugli anacronismi; a Lorenzo insegnano infatti il gioco del calcio e consigliano la fondazione della Fiorentina, la costruzione dello Stadio Artemio Franchi, e l'acquisto di Gabriel Batistuta. Invitati a Palazzo Vecchio, incontrano molti personaggi del rinascimento tra cui Botticelli, intento a dipingere la Primavera, Angelo Poliziano il quale insegna ai figli di Lorenzo insieme a Pico della Mirandola al quale, imitando Mike Bongiorno e Corrado, pongono delle domande in stile quiz televisivo.
Durante il banchetto, per intrattenere Lorenzo, cantano Alla fiera dell'est e Un bacione a Firenze, e gli risolvono un problema finanziario suggerendogli l'istituzione dell'assegno; usciti a fare una passeggiata lo coinvolgono in una "zingarata" sullo stile di Amici miei. Per sdebitarsi, lui fa conoscere loro delle "madonne" fiorentine, ma prima che riescano a consumare al principe Orsini Varaldo squilla il cellulare, cosa che convince Girolamo Savonarola a condannarli al rogo per stregoneria. Poco prima che le fiamme avvampino, la macchina del tempo li trae in salvo.

### Venezia del 1700 e Casanova
Il viaggio riparte ma la macchina si guasta nuovamente, facendoli apparire nella Venezia del 1774. Qui Walter si ritrova in abiti nobili, mentre il principe Orsini Varaldo è vestito da gondoliere. Dopo un litigio col compare romano, Walter finisce per sbaglio in casa di Giacomo Casanova, che viene appena arrestato. Non notato, rimane solo in casa, ma presto riceve la visita di avvenenti donne in cerca di Casanova. Spacciandosi per lui, tenta di portarsi a letto tutte e tre le donne (una russa, Natasha, una donna sposata, Michela, e una giovinetta, Rosina), ma deve fare i conti con i loro rispettivi mariti e col padre. Nel frattempo Ascanio ha attaccato baruffa con dei gondolieri (nota la frase "Fora i romani dal Veneto" gridata da un gondoliere imponente e forzuto), e nella fuga si ritrovano a scappare insieme. Fortunatamente per loro la macchina riparte.

### La seconda guerra mondiale a Roma
Ascanio e Walter finiscono nella Roma del 1944, in piena seconda guerra mondiale. Per uno scherzo del destino, si ritrovano a dover salvare Joe Mortimer, un soldato statunitense paracadutato su Roma in fuga dalle forze armate tedesche. Dopo aver scoperto che Joe è il padre dello scienziato della macchina del tempo, lo aiutano a salvarsi (dal momento che se morisse, non potrebbe più generare il professore, l'unica persona in grado di riportarli al presente). Fortunatamente trovano un partigiano che li aiuta e li indirizza a Pomezia. Scoperti dai nazisti, trovano riparo in una vecchia fattoria di Pomezia, dove trascorreranno la notte. La mattina seguente, mentre vengono svegliati dai soldati degli Stati Uniti d'America appena arrivati dopo lo sbarco di Anzio, Ascanio e Walter (che pensano che la madre del professore sia statunitense) si disperano quando scoprono che Joe ha passato la notte in compagnia della figlia del fattore, salvo poi venire a conoscenza del fatto che la madre del professor Mortimer è un'italiana di Pomezia.

### Gli anni sessanta a Capri
Da Roma 1944 passano a Capri 1962, dove Ascanio guarda sé stesso mentre ci prova con la futura moglie, non sapendo che poi sarebbe stato meglio non farlo. Pensando ai paradossi del film Ritorno al futuro, Walter gli suggerisce di sabotare i piani del "giovane" Ascanio, evitando così il matrimonio e la nascita del figlio Aspreno negli anni a venire. Così il "vecchio" Ascanio, entrato nella stanza della moglie giovane, sta per troncare ma non resiste davanti alle bellezze della ancora giovane moglie e finisce per concludere lui quello che doveva fare il "giovane" Ascanio, in pratica non alterando il futuro.

### Nel futuro
La macchina del tempo li porta troppo avanti e così Walter e Ascanio si ritrovano ancora a Firenze ma nell'anno 2023 (il 7 settembre), dove il governo italiano è multietnico e tutto costa di più, decisamente di più. Ascanio ha un'idea, cioè controllare sul computer le schedine delle partite di campionato del 1996, così da diventare ultra-miliardari. Scoprono tuttavia che lo stesso giorno del loro viaggio nel tempo verranno uccisi in un conflitto a fuoco.

### Rientro nel presente
I protagonisti riescono finalmente a tornare al presente, chiedendosi però chi intenda ucciderli. In quel momento, due criminali arrivano e li rapinano, ma, visto che dopo la rapina sono ancora vivi e vegeti, esultano. Poi Walter capisce: come nel film Accadde domani, i due criminali sono stati uccisi dai poliziotti, questi ultimi poi hanno preso i documenti rubati credendo che fossero dei malviventi. Infine quando sono arrivati i giornalisti, avendo loro visto i documenti ma non i cadaveri, hanno identificato Ascanio e Walter come le 2 vittime. I poliziotti capiscono l'errore e restituiscono il tutto ai proprietari. Intenti a cercare di capire i risultati della schedina, visto che il foglio è insanguinato, i due ricevono una chiamata dal prof. Mortimer, che è finito per sbaglio a Fort Alamo nel 1836. Mentre tentano di riportare il prof. indietro, rimangono vittime nuovamente della macchina del tempo, che li condanna a finire nuovamente nella preistoria (Walter ha impostato per sbaglio la data sul computer di un milione e ottocentotrentasei anni avanti Cristo). Il film finisce quindi con un finale a cliffhanger, che verrà risolto nel seguito A spasso nel tempo - L'avventura continua.

## Distribuzione
Il film è uscito nelle sale Italiane il 13 dicembre 1996.

## Accoglienza

### Incassi
Il film ha ricavato nei botteghini italiani oltre 22 miliardi di lire nelle città capozona.

### Critica
La critica non è stata benevola col film, evidenziandone gli intenti eminentemente commerciali:
(Fantafilm)

## Sequel
A spasso nel tempo - L'avventura continua (1997) è il seguito del film, sempre per la regia di Carlo Vanzina e con gli stessi protagonisti De Sica e Boldi.

## Altri media
Nel 1997, venne pubblicato A spasso nel tempo: Il videogame, videogioco d'avventura per PC basato sulla pellicola.